# SJ serija Rc
SJ serija Rc je električna lokomotiva Švedskih željeznica. Lokomotive je između 1967. i 1988. izgradila švedska tvrtka ASEA. Riječ je o prvoj električnoj lokomotivi na svijetu s tiristorskom regulacijom napona.
S ukupno 366 izgrađenih vučnih jedinica u šest različitih podserija, serija Rc predstavlja najbrojniju seriju lokomotiva u posjedu Švedskih željeznica.

## Povijest

### Razvoj
Razvoj i isporuka novih elektičnih lokomotiva proizašla je iz potrebe za obnovom voznog parka Švedskih željeznica, čiju su okosnicu 1950-ih godina činile lokomotive serije D, izgrađene između 1925. i 1943. u 333 jedinice. Nadalje, odluka o nabavi lokomotiva uvjetovana je i ekonomsko-političkim razlozima, jer je tvrtka ASEA, najveći predstavnik švedske elektrotehničke industrije, imala problema s nedostatkom novih narudžbi. Stoga je 1962. izgrađeno šest prototipskih diodnih električnih lokomotiva različitih izvedbi, kojima su dodijeljene oznake Rb1, Rb2 i Rb3. Razvojem tiristorske tehnologije početkom 1960-ih godina, ista postaje primjenjiva i za električna vučna vozila, te je 1965. godine prototipska lokomotiva podserije Rb1 pregrađena u tiristorsku električnu lokomotivu. Nakon uspješne pregradnje lokomotive, odlučeno je da će se razvoj nove generacije lokomotiva zasnivati na tiristorskoj regulaciji napona, koja će u godinama koje slijede postaviti nove standarde na području električne vuče.

### Izvedbe

#### SJ Rc / Rc1
Prva serija tiristorskih električnih lokomotiva proizvedena je 1967. i 1968. godine u pogonima tvrtke ASEA u Västeråsu, uz suradnju niza kooperanata iz redova švedske industrije. Ukupno je izgrađeno 20 jedinica, kojima je dodijeljena oznaka Rc, a u vozni park su uvrštene pod brojčanim oznakama 1007–1026. Lokomotive su svojom konstrukcijom i vučnim značajkama bile namijenjene za vuču svih vrsta vlakova, međutim u početku su pretežito korištene za potrebe brzih putničkih vlakova, gdje su zamijenile starije lokomotive serija Ra te F. Nakon što je 1969. započeta isporuka novih lokomotiva podserije Rc2, prototipskoj izvedbi dodijeljena je oznaka Rc1. Između 1996. i 2000. godine lokomotive podserije Rc1 doživjele su temeljitu modernizaciju, u sklopu koje su opremljeni novim usisnicima za zrak te sustavom daljinskog upravljanja. Modernizirane lokomotive uvrštene su u vozni park pod novom oznakom Rc1R, gdje slovo „R“ označava radiostyrning, odnosno daljinsko upravljanje.
U sklopu privatizacije Švedskih željeznica i nove organizacije trgovačkih društava koja je stupila na snagu 1. siječnja 2001., preostalih 19 lokomotiva podserije Rc1R dodijeljeno je državnom teretnom prijevozniku Green Cargo, gdje su pretežito korištene za teško manevriranje na većim teretnim kolodvorima. Većina lokomotiva podserije Rc1R povučena je iz aktivne službe od 2013. do kraja 2014. godine. Nekolicina lokomotiva prodana je privatnim teretnim prijevoznicima, dok su preostale jedinice izrezane. Najstarija vučna jedinica brojčane oznake 1007 prodana je Švedskom željezničkom muzeju, gdje je obnovljena i vraćena u stanje iz 1978. godine.

#### SJ Rc2
Druga podserija tiristorskih lokomotiva predstavlja unaprijeđenu izvedbu lokomotive podserije Rc1 te je u vozni park uvrštena pod novom oznakom Rc2. Između 1969. i 1975. proizvedeno je ukupno 100 vučnih jedinica kojima su dodijeljene brojčane oznake 1027–1056 te 1067–1136. Lokomotive podserije Rc2 građene su za najveću voznu brzinu od 135 km/h te su namijenjene za vuču svih vrsta vlakova. Godine 1970. lokomotiva brojčane oznake 1049 iznajmljena je Austrijskim željeznicama u svrhu ispitivanja, kojima se trebala utvrditi učinkovitost tiristorskih lokomotiva u eksploataciji na brdskim prugama. Ispitivanja su protekla uspješno te su Austrijske željeznice od tvrtke ASEA naručile deset lokomotiva izvedbe Rc2, koje su isporučene kao ÖBB serija 1043.
Tijekom 1990-ih godina ukupno 23 lokomotive podserije Rc2 pregrađene su u izvedbu Rc3, što je podrazumijevalo promjenu prijenosnog omjera i podizanje najveće vozne brzine na 160 km/h. Kao i u slučaju izvedbe Rc1, između 1996. i 2000. na dijelu lokomotiva osnovne podserije Rc2 odrađena je temeljita modernizacija, u sklopu koje su opremljene novim usisnicima za zrak te sustavom daljinskog upravljanja. Ukupno je pregrađeno 11 vučnih jedinica, kojima je dodijeljena nova oznaka Rc2R. Nakon privatizacije Švedskih željeznica i nove podjele trgovačkih društava, lokomotive podserija Rc2 i Rc2R su s početkom 2001. godine dodijeljene državnom teretnom prijevozniku Green Cargo te su od tada korištene isključivo za manevriranje i vuču teretnih vlakova. Početkom 2007. godine donesen je program temeljite obnove lokomotiva podserije Rc2, koji je uključivao ugradnju novog sustava upravljanja temeljem računala te zamjenu velikog dijela mehaničke i električne opreme. Izvorno su za modernizaciju bile predviđene 42 lokomotive, da bi kasnije u program bilo uključeno ukupno 79 vučnih jedinica podserije Rc2. Moderniziranim lokomotivama dodijeljena je nova oznaka Rd2. U veljači 2014., posljednja lokomotiva izvorne izvedbe upućena je na modernizaciju te od tada Švedske željeznice više ne raspolažu nijednom lokomotivom podserije Rc2.

#### SJ Rc3
Treća podserija lokomotiva oznake Rc3 istovjetna je podseriji Rc2 te se razlikuje isključivo po prijenosnom omjeru, koji je omogućavao najveću voznu brzinu od 160 km/h. Između 1970. i 1971. godine izgrađeno je deset vučnih jedinica, kojima su su dodijeljene brojčane oznake 1057–1066. Lokomotive podserije Rc3 prije svega su bile namijenjene za vuču brzih putničkih vlakova, međutim, povremeno su radi potrebe popunjavanja turnusa korištene i u teretnoj vuči. Tijekom 1980-ih godina dio lokomotiva podserije Rc3 pregrađen u izvedbu Rc2, čija je najveća vozna brzina 135 km/h. Do kraja 1989. godine sve su pregrađene jedinice vraćene u prvobitno stanje.
Zbog povećane potrebe za električnim lokomotivama velikih brzina, tijekom 1990-ih godina ukupno 23 lokomotive podserije Rc2 pregrađene su u izvedbu Rc3. Godine 1999., dvije lokomotive podserije Rc3 modernizirane su u izvedbu Rc3R sa sustavom daljinskog upravljanja. Nakon privatizacije Švedskih željeznica i nove podjele trgovačkih društava, lokomotive podserija Rc3 i Rc3R su s početkom 2001. godine dodijeljene državnom putničkom prijevozniku SJ AB te su od tada korištene isključivo za vuču putničkih vlakova. Između 2001. i 2002. godine, šest vučnih jedinica prodano je državnom teretnom prijevozniku Green Cargo za potrebe vuče brzih poštanskih vlakova. Početkom 2013. godine, Švedske željeznice odlučile su prodati sve lokomotive podserije Rc3 u svojem posjedu. Prvih 13 lokomotiva prodano je u proljeće 2014. dvama privatnim teretnim operaterima, dok će konačna prodaja preostalih 12 vučnih jedinica uslijediti u listopadu iste godine.

#### SJ Rc4
Četvrta podserija lokomotiva oznake Rc4 predstavlja najbrojniju izvedbu lokomotive serije Rc. Između 1975. i 1982. godine izgrađeno je 130 vučnih jedinica, kojima su su dodijeljene brojčane oznake 1137–1200, 1251–1256 te 1263–1322. Lokomotive podserije Rc4 građene su za najveću voznu brzinu od 135 km/h te su korištene za vuču putničkih i teretnih vlakova na području cijele Švedske. Lokomotiva brojčane oznake 1166 iznajmljena je 1976. i 1977. godine američkom državnom putničkom prijevozniku Amtrak u svrhu ispitivanja. Na osnovi pozitivnih rezultata ispitivanja, ugovorena je proizvodnja 65 vučnih jedinica, kojima je dodijeljena tvornička oznaka EMD AEM-7. Nositelj proizvodnje bila je američka tvrtka Progress Rail Locomotive, uz suradnju švedske tvrtke ASEA kao nositelja licence i dobavljača dijela opreme. Na osnovi serije Rc4 razvijene su i električne lokomotive serije EI 16, koje je ASEA između 1977. i 1984. godine izgradila za potrebe Norveških željeznica. Tijekom 1980-ih godina dio lokomotiva podserije Rc4 pregrađen u izvedbu Rc3, čija je najveća vozna brzina 160 km/h. Do kraja 1988. godine sve su pregrađene jedinice vraćene u prvobitno stanje.
Godine 1994. dvije su lokomotive serije Rc4 opremljene stepenicama za manevriranje kao i sustavom daljinskog upravljanja. Po uzoru na ranije modernizirane izvedbe serije Rc, pregrađenim je lokomotivama dodijeljena nova oznaka Rc4R. Nakon privatizacije Švedskih željeznica i nove podjele trgovačkih društava, lokomotive podserija Rc4 i Rc4R su s početkom 2001. godine dodijeljene državnom teretnom prijevozniku Green Cargo te su od tada korištene isključivo za manevriranje te vuču teretnih vlakova. Od 2004. do 2011. godine na dio lokomotiva ugrađen je novi sustav prijenosa, koji je omogućavao najveću voznu brzinu od 160 km/h. Ukupno je pregrađeno pet vučnih jedinica, kojima je dodijeljena oznaka Rc4P odnosno Rc4PR te su korištene za vuču brzih poštanskih vlakova. Godine 2007. nastavljen je program modernizacije lokomotiva osnovne izvedbe ugradbom sustava daljinskog upravljanja te stepenica za manevriranje. Do 2009. na taj je način u izvedbu Rc4R pregrađeno ukupno 46 lokomotiva podserije Rc4. Između 2014. i 2015. devet vučnih jedinica osnovne izvedbe prodano je privatnim teretnim operaterima. Većina lokomotiva podserije Rc4 i dalje se nalazi u posjedu državnog teretnog prijevoznika Green Cargo.

#### SJ Rc5
Peta podserija oznake Rc5 izgrađena je između 1982. i 1986. u 60 jedinica, kojima su dodijeljene brojčane oznake 1323–1388. Lokomotive podserije Rc5 građene su za najveću voznu brzinu od 135 km/h te su korištene za vuču putničkih i teretnih vlakova na području cijele Švedske. U odnosu na prethodnu izvedbu Rc4, nova podserija lokomotiva doživjela je značajan tehnološki napredak. Upravljačnice su opremljene rashladnim uređajima te suvremenim upravljačkim stolovima projektiranim u skladu s najnovijim spoznajama u pogledu ergonomije. Čeoni prozori upravljačnice umjesto dotadašnjeg gumenog okvira postavljeni su u metalno kućište te su ostakljeni neprobojnim sigurnosnim staklom. U lokomotive je ugrađena nova izvedba tiristorskog pretvarača i vučnih motora, kao i računalni sustav nadzora glavnog elektromotornog pogona. Također su opremljene novom inačicom bočnih usisnika za zrak, koji će se od sredine 1990-ih godina ugrađivati i u ranije izvedbe lokomotiva serije Rc. Između 1992. i 1995. godine sve lokomotive podserije Rc5 pregrađene su u izvedbu Rc6, što je podrazumijevalo promjenu prijenosnog omjera i podizanje najveće vozne brzine na 160 km/h.

#### SJ Rc6
Šesta podserija oznake Rc6 predstavlja posljednju izvorno građenu izvedbu lokomotive serije Rc. Između 1985. i 1988. godine proizvedeno je 40 vučnih jedinica, kojima su su dodijeljene brojčane oznake 1383–1422. Lokomotive podserije Rc6 građene su za najveću voznu brzinu od 160 km/h te su pretežito namijenjene za vuču brzih putničkih vlakova. Godine 1986., isporukom lokomotive oznake Rc6 1386, serija Rc s 334 izgrađene vučne jedinice postaje najbrojnija serija lokomotiva u posjedu Švedskih željeznica. Zbog povećane potrebe za električnim lokomotivama velikih brzina, između 1992. i 1995. godine svih 60 lokomotiva starije podserije Rc5 pregrađeno je u izvedbu Rc6, koja će nakon pregradbe imati 100 vučnih jedinica.
Nakon privatizacije Švedskih željeznica i nove podjele trgovačkih društava, lokomotive podserije Rc6 su s početkom 2001. godine dodijeljene državnom putničkom prijevozniku SJ AB te su od tada korištene isključivo za vuču putničkih vlakova. Godine 2004., ukupno 12 vučnih jedinica podserije Rc6 prodano je privatnom teretnom operateru.
Dio preostalih lokomotiva opremljen je sustavom daljinskog upravljanja, koje je omogućavalo vuču putničkih vlakova u tzv. sendvič sustavu, s po jednom lokomotivom na svakom kraju kompozicije, čime je znatno smanjeno potrebno vrijeme za promjenu smjera kretanja vlaka. Sustav daljinskog upravljanja ugrađen je na 34 vučne jedinice, kojima je dodijeljena oznaka Rc6U te su prije svega namijenjene za vuču prigradskih putničkih vlakova.

#### SJ Rc6B / Rc7
Godine 2001. četiri lokomotive podserije Rc6 pregrađene su u izvedbu Rc6B, čija je zadaća bila vuča zamjenskih vlakova u slučaju imobilizacije vlakova velikih brzina serije X 2000. S obzirom na najveću voznu brzinu motornih vlakova serije X 2000, koja je iznosila 200 km/h, postojeće lokomotive serije Rc6 svojom maksimalnom brzinom od 160 km/h u slučaju zamjenske vuče nisu bile pogodne za održavanje voznog reda. Stoga je lokomotivama prilikom pregradnje izmijenjen prijenosni omjer, tako da je omogućavao najveću voznu brzinu od 180 km/h. Pregrađenim lokomotivama izvedbe Rc6B kasnije je dodijeljena zasebna podserija oznake Rc7. Prilikom ispitnih vožnji u rujnu 2001. postignuta je brzina od 200 km/h, što je predstavljalo brzinski rekord za električne lokomotive u Švedskoj. Međutim, plan zamjenskih vlakova poznatih i pod imenom Blue IC nije ostvaren, jer su zahvati za prilagodbu putničkih vagona brzinama većim od 160 km/h bili odviše skupi. Lokomotive serije Rc7 u početku su korištene za vuču putničkih vlakova u redovitom međugradskom prometu te njihova maksimalna brzina u svakodnevnoj eksploataciji nije iskorištena. Između 2003. i 2004. godine sve četiri lokomotive podserije Rc7 pregrađene su nazad u standardnu izvedbu Rc6.

#### GC Rd2
Godine 2002., državni teretni operater Green Cargo donosi odluku o modernizaciji dijela lokomotiva podserije Rc2 u svojem posjedu. Izvorno je bila predviđena modernizacije samo 42 vučne jedinice, da bi projekt obnove kasnije bio proširen na čitavu podseriju. U sklopu modernizacije lokomotive su opremljene sustavom upravljanja temeljem računala s ciljem bolje zaštite od proklizavanja. Ugrađeni su novi kompresori, a postojeći pretvarači napona zamijenjeni su suvremenom izvedbom na tranizistorskoj osnovi. Upravljačnice su modernizirane i opremljene rashladnim uređajima. U sve lokomotive ugrađene su manevarske stepenice, kao i sustav daljinskog upravljanja, čime je omogućena vožnja u sprezi s lokomotivama ostalih podserija izvedbe Rc. Od toga je u 16 lokomotiva ugrađen europski sigurnosni sustav ERMTS te su u vozni park uvrštene pod oznakom Rd2ER. Devet vučnih jedinica dodatno je opremljeno posebnim sustavom daljinskih upravljanja za manevriranje na velikim teretnim kolodvorima te su označene kao Rd2RT. Prve probne vožnje nove izvedbe odrađene su u jesen 2009. godine, a od 2011. lokomotive serije Rd koriste se za vuču teretnih vlakova u redovnom prometu. Program modernizacije u izvedbu Rd2 dovršen je 2014. godine te je ukupno pregrađeno 79 vučnih jedinica podserije Rc2.

#### SJ Rm
Godine 1977. na osnovi podserije Rc4 razvijena je nova izvedba električne lokomotive, namijenjena za vuču teških teretnih vlakova tovarenih željeznom rudom na relaciji Narvik – Luleå. Ukupno je izgrađeno šest vučnih jedinica, kojima je dodijeljena oznaka Rm, a u vozni park su uvrštene pod brojčanim oznakama 1257–1262. Radi povećanja vučne sile, ugrađen je drugačiji prijenosni omjer u odnosu na izvedbu Rc4 te će najveća brzina lokomotiva podserije Rm iznositi svega 100 km/h. Nadalje, lokomotive su opremljene utezima u sklopu osnovnog okvira, automatskim kvačilima te dodatnim amortizerima na okretnim postoljima. Umjesto uobičajenih disk-kočnica ugrađene su kočne papuče, što je za posljedicu imalo neznatno manji promjer pogonskih kotača u odnosu na ostale lokomotive serije Rc.
U početku su lokomotive serije Rm korištene za vuču teretnih vlakova na relaciji Narvik – Luleå u trostrukoj zaprezi. Međutim, ispostavilo se kako lokomotive izvedbe Rm nisu pogodne za tešku teretnu vuču, jer su prilikom pokretanja učestalo proklizavale. Stoga su 1997. umjesto automatskih ugrađena standardna kvačila, a lokomotive podserije Rm premještene su u južnu Švedsku, gdje su korištene za normalnu teretnu vuču. Nakon privatizacije Švedskih željeznica i nove podjele trgovačkih društava, lokomotive podserije Rm su s početkom 2001. godine dodijeljene državnom teretnom prijevozniku Green Cargo. Između 2013. i 2014. ponovno su korištene u vuči teretnih vlakova tovarenih željeznom rudom u sjevernoj Švedskoj. Nakon dvije godine izbivanja iz aktivne službe, lokomotive serije Rm 2016. su konačno prebačene u županiju Skåne, gdje se trenutačno koriste za vuču teretnih vlakova na relacijama Malmö – Göteborg te Malmö – Trelleborg.

## Vanjski izgled lokomotiva
Izvorno su sve lokomotive serije Rc isporučene u standardnom bojanju Švedskih željeznica s početka 1960-ih godina, koje je preuzeto s prototipskih lokomotiva serije Rb. Sanduk lokomotive narančaste je boje, dok je krov obojan u srebrno. Sredinom sanduka te njegovim gornjim i donjim rubom prolaze bijele ukrasne trake s crnim obrubom. Osnovni okvir lokomotive, postolja i odbojnici obojani su u crno. Izvorno bojanje bilo je na snazi pune 22 godine, da bi od 1989. bilo zamijenjeno novim rješenjem. Tada je uveden novi vizualni identitet Švedskih željeznica, koji se zasnivao na plavoj boji kao osnovnoj. Nakon nekoliko pokusnih inačica, 1990. godine utvrđeno je novo službeno bojanje, gdje je sanduk lokomotive plave boje, uz dodatak crvene ukrasne trake u donjem dijelu sanduka, kao i crnog polja oko prozora strojarnice. Osnovni okvir i krov lokomotive obojani su u sivo, dok su postolja i odbojnici crne boje. Krov je od gornjeg dijela sanduka odijeljen tankom bijelom ukrasnom trakom. Promjena na novo bojanje događala se postupno te je krajem 1990-ih još uvijek prometovao veliki broj lokomotiva u izvornom narančastom bojanju.
Nakon privatizacije Švedskih željeznica početkom 2001. godine, za lokomotive serije Rc u posjedu novog državnog teretnog prijevoznika Green Cargo utvrđeno je novo bojanje. Sanduk lokomotive obojan je u zeleno, dok su krov, osnovni okvir, postolja i odbojnici crne boje. Međutim, u početku je na većini lokomotiva zadržano bojanje u kojem su preuzete, uz dodatak naljepnica s logotipom novog vlasnika. Do 2006. godine veliki broj lokomotiva prebojan je iz izvornog narančastog bojanja u novo zeleno rješenje, jedina iznimka bila je vučna jedinica oznake Rc4 1290, koja je povodom 150. godišnjice željeznice u Švedskoj obnovljena u izvornom izdanju.
Kod lokomotiva u posjedu državnog putničkog prijevoznika SJ AB početnih je godina zadržano službeno bojanje iz 1990. godine. Za lokomotive podserije Rc7 namijenjene brzoj vuči utvrđeno je novo rješenje, gdje su krov i sanduk lokomotive obojani u tamnoplavo, dok su osnovni okvir, postolja i odbojnici bili crne boje. Gornjim i donjim rubom sanduka prolazile su tanke ukrasne trake crvene boje. Isto bojanje zadržano je i nakon što su lokomotive pregrađene nazad u osnovnu izvedbu Rc6. Godine 2006. za lokomotive putničkog prijevoznika SJ AB razmotreno je pokusno bojanje, gdje je sanduk obojan u sivo, dok su krov i osnovni okvir crne boje. Međutim, pokusno rješenje nije doživjelo širu primjenu, te je naposljetku usvojeno novo službeno bojanje, gdje su lokomotive u cijelosti obojane u crnu boju.
- Lokomotiva Rc4 1290 (Green Cargo) u izvornom bojanju Švedskih željeznica (1967-1990)
- Lokomotiva Rc3 1027 (SJ AB) u standardnom plavom bojanju Švedskih željeznica (1990-2006)
- Modernizirana lokomotiva Rc7 1422 (SJ AB) u posebnom bojanju Blue IC iz 2002. godine
- Lokomotiva Rc4 1315 (Green Cargo) u trenutačnom zelenom službenom bojanju iz 2001. godine
- Lokomotiva Rc6 1401 (SJ AB) u trenutačnom crnom službenom bojanju iz 2006. godine